# On My Way (canção de Natalie Imbruglia)
"On My Way" é o terceiro single oficial tirado do álbum Firebird da cantora australiana Natalie Imbruglia.

## Composição
A música foi escrita por Natalie em parceria com Eg White, mesmo compositor de seu hit "Shiver", de 2005. A produção da faixa é do duo MyRiot. "On My Way” é um número pop ensolarado com influências setentistas e soul. Sobre a canção, a artista conta:
“É sobre estar em fluxo. Aquelas manhãs em que você acorda e se sente invencível. É uma música de verão, que mal posso esperar para apresentar ao vivo”.

## Lançamento
O single foi lançado mundialmente em 17 de agosto de 2021, por meio de download digital e streaming. No mesmo dia, ocorreu a primeira execução em rádio, no programa matinal Zoe Ball Breakfast Show da BBC Radio 2, no Reino Unido.
O videoclipe da música foi lançado uma semana depois, nas plataformas digitais.

## Videoclipe
O teledisco foi gravado em Londres, na Inglaterra, e dirigido por Imbruglia e David Lopez-Edwards, com quem trabalhou no seu vídeo anterior "Build It Better".
O clipe acompanha Natalie pelas ruas do bairro de Notting Hill, em um dia ensolarado com amigos, e um final de tarde na praia de Camber Sands, tendo a participação de amigos reais dela.
Este é o primeiro vídeo da cantora codirigido por ela própria. A edição e filmagem é do codiretor David Lopez-Edwards.

## Single Digital
- Versão Principal

1. "On My Way" - 3:36

## Paradas musicais
O single entrou nas paradas digitais de diversos países, notavelmente na Irlanda e no Reino Unido. Na Romênia, a música atingiu a posição #21 nas vendas gerais da iTunes Store, no dia após o lançamento.
| Parada semanal (2021) | Posição |
| --------------------- | ------- |
| UK Radio Top 100 Rock | 3       |
| UK iTunes Rock Chart  | 12      |
| UK Airplay Chart      | 27      |